# 王用賓 (法政部長)

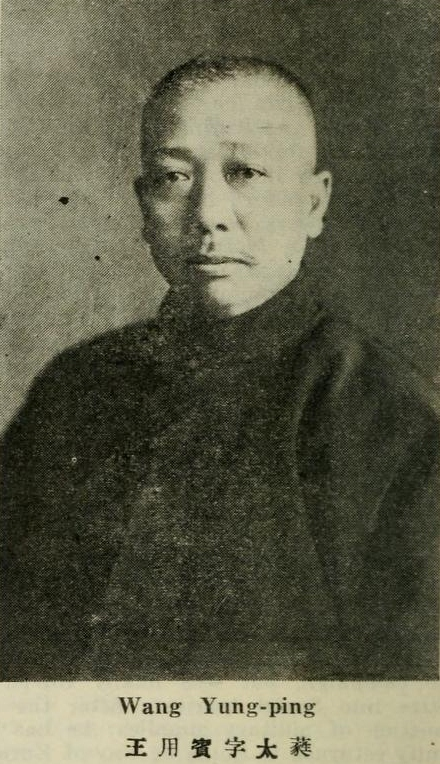

王用賓（1881年—1944年4月7日），字利臣、理成，号太蕤，别号鹤村，室名半隐园，山西猗氏縣（今临猗縣）人。中華民國政治人物。

## 生平

### 革命派的活動
王用賓生于一个儒學世家。由于家庭贫困，父亲王盈伯放弃了学問，经营商业，为王用賓筹集学費。清光绪二十七年（1901年），他考入太原府办学堂，后入山西大学堂。1904年（光緒30年），王用賓通过选拔成为赴日本的留学生，入法政大学学习。1905年加入中国同盟会，任中国同盟会山西支部長，成为山西省的留日学生革命黨的领袖。归国後，在太原创刊革命派的《晋陽公報》并任总編輯，宣传革命思想。后来，该报多次遭到政府取締，王用賓被迫流亡日本，继续坚持革命活動。后来，他拥立革命派的吴禄贞，试图在山西起义，但吴禄贞被暗杀，该计划未能实现。
1911年（宣統3年）10月，山西省革命派响应武昌起義也举行起义，閻錫山任山西都督。王用賓应閻錫山之邀，回到山西省。此后，閻錫山立王用賓为河東節度使，並組成河東軍政府，與清軍作战。中華民国成立後，王用賓任山西省臨時議会議長，并于1913年（民国2年）当选第一届中华民国参議院議員。同年，他参加二次革命，並與袁世凱作战，败北。

### 国民党員的活動
此后，他从事反袁活動，并先后参加了護国战争、護法運動。1920年（民国9年），获任命为孫文（孫中山）的大元帥府参議。回到北方后，1922年任中国国民党山西省支部籌備处处長，负责扩大国民党的势力。1924年（民国13年）1月，作为山西省代表参加了中国国民党第一次全国代表大会。同年10月，奉孫文之命，任直系胡景翼部的慰問使（同年北京政变爆发，胡景翼成为国民軍领导人之一）、河南省長公署秘書長并代理河南省省長。
王用賓历任中国国民党、国民政府要職。1928年（民国17年）夏，就任国民革命軍南路軍总参議，同年10月任北平政治分会秘書長。同年起，连任两届立法院立法委員，并任立法院法制委員会及財政委員会委員長，參與民法起草委員會。1934年（民国23年）任国民政府司法行政部部長，负责国内司法制度的整備及強化。1935年（民国24年）11月，当选中国国民党第五届候補中央執行委員。1937年（民国26年）8月，改任中央公務員懲戒委員会委員長。1941年（民国30年）冬，任前线将士慰劳团第1团团長。1944年（民国33年）4月7日，王用賓因心脏病逝世。享年64岁（满62歳）。
王用賓在作詩方面造詣很深，出版过《半隠園詩草》。